# 転々
『転々』（てんてん）は、藤田宜永の小説、またそれを原作とする2007年に公開された日本映画である。

## 書誌情報
- 藤田宜永『転々』、1999年4月、双葉社発行 ISBN 4-575-23366-8
- 藤田宜永『転々』、2002年6月、双葉社発行（双葉文庫） ISBN 4-575-50828-4
- 藤田宜永『転々』、2005年9月、新潮社発行（新潮文庫） ISBN 4-10-119718-0

## 映画
テレビドラマ『時効警察』シリーズの三木聡監督と、主演のオダギリジョーによる長編作品。ジャンル分類は困難な作品で、非常に深刻な背景を持つ物語が、明るく淡々としたコメディ風味で綴られる。2007年11月10日に公開された。35mmフィルム上映。上映時間101分。アメリカンヴィスタ作品。DTSステレオ。カラー。

### あらすじ
法律専攻で大学8年目の竹村文哉。80数万円の借金を抱えており返済の当ても無い彼に、借金取りの福原が「借金をチャラにする代わりに自分の東京散歩に付き合って欲しい」と持ち掛ける。更に、その報酬として100万円を貰えると言われ、胡散臭さを感じながらも、失うものは何も無い竹村は福原の提案を受け入れ、2人の散歩が始まる。
散歩をする中で、2人の過去が徐々に明らかになる。竹村は小さい頃、両親に捨てられた。故に、親子で遊びに行ったことが無い。竹村の想い出の場所を訪ねてみようとの福原の提案で、竹村が昔住んでいたアパートの場所に行くが、そこは更地になっていた。近くの畳屋を訪ねると、嘗て竹村の父が畳屋の主人の妻を寝取ったことから、畳屋の主人は改めて怒りを露にする。また、小学生の頃、竹村のことが好きだった女性がコスプレをしている場所にも行ってその女性に会う。
一方、福原は、妻を殴ったはずみで死に至らしめてしまい、遺体は2人の自宅のベッドに寝かせたままである。福原の散歩の最終目的地は警視庁で、自首することを考えているのだ。遺体が発見される前に自首をしないと減刑の対象にならないと竹村は助言するが、福原は自首を急ごうとしない。福原が妻を殴ったのは、妻が渋谷界隈で若い男を漁っていたことが露見したからだった。2人は福原と妻の想い出の場所も幾つか訪ねる。また、娑婆での最後の食事はカレーライスが良いと福原は言う。竹村は福原に対して自首せずに逃げようと提案するが、それも福原は聞き入れない。
福原は嘗て、頼まれて或る結婚式の新婦の親戚になりすましたことがあり、その時に福原の妻を同じく演じた麻紀子の家を訪ね、竹村も一緒に麻紀子の家に数日間泊めて貰う。その家には披露宴のサクラとしての夫婦の写真が飾ってある。麻紀子の実の姪・ふふみが麻紀子の家に入り浸っていることから、福原は麻紀子の夫、竹村は彼らの息子をふふみの前で演じることになる。麻紀子は竹村と2人になった時に、福原には息子がいたが、生後間も無く死去したと聞いたと言う。
そして、福原のリクエストで麻紀子は夕食にカレーを作る。いよいよ福原が翌日に自首する決意を固めたことを悟り、竹村は食欲が出ない。
翌日も2人は散歩を続ける。警視庁に近づいてきたところで、竹村が気を緩めた隙に、福原は独りで警視庁の入り口に向かって歩いて行くところで映画は終わる。 

### キャスト
- 竹村文哉：オダギリジョー（少年期：福島一樹）
- 福原愛一郎：三浦友和
- 麻紀子：小泉今日子
- ふふみ：吉高由里子
- 国松：岩松了
- 仙台：ふせえり
- 友部：松重豊
- 愛玉子店のおばさん：鷲尾真知子
- 愛玉子店の息子：石原良純
- 岸部一徳：岸部一徳
- 鏑木：広田レオナ
- ギターマン：ブラボー小松
- 尚美：平岩紙（少女期：村崎真彩）
- 石膏仮面：横山あきお
- 多賀子：石井苗子
- お婆さん：風見章子
- 畳屋のオヤジ：笹野高史
- 福原の妻：宮田早苗
- 三日月しずか：麻生久美子（友情出演）

### スタッフ
- 監督・脚本：三木聡
- 音楽：坂口修
- エンディングテーマ： ムーンライダーズ『髭と口紅とバルコニー』
- 撮影：谷川創平
- 美術：磯見俊裕
- 照明：金子康博
- 録音：瀬谷満
- 編集：高橋信之
- 助監督：髙野敏幸
- アクションコーディネーター：村上潤
- アクションクルー：澤江晃史、金田進一、杉口秀樹
- 劇中漫画・題字：桃吐マキル
- 企画協力：オフィス斬
- 企画：林哲次、菊池美由貴
- プロデューサー：代情明彦、下橋伸明
- アシスタントプロデューサー：伊藤太一
- 制作プロダクション：葵プロモーション
- 製作：「転々」フィルムパートナーズ （スタイルジャム、ジェネオンエンタテインメント、ザックコーポレーション、葵プロモーション）

### その他
- タイトルバックのロケ地は、東久留米市たきやま団地商店街。監督のイメージに合う場所がなかなか見つからず、探し出すのに1か月以上を費やした。
- 劇中、文哉（オダギリジョー）が使うハンカチは、ハンカチ王子が甲子園で使っていたハンカチと同じである。
- 劇中、色々な所に置き猫と呼ばれる猫の縫いぐるみが置いてあった。
- 『転々』の井の頭公園で連行されるホームレスと『図鑑に載ってない虫』の乞食の巣の門番をしているホームレスは同一人物。
- 劇中、三日月しずかが路上駐車を取り締まっていることや麻紀子のスナックの名前が｢スナック時効｣となっているなど、時効警察とのリンクが見られる。
- 『亀は意外と速く泳ぐ』でエツコがしていた商店街アナウンスの一部が流れるシーンがある。
- 「タチ」散歩のことを「タチ」と言う話、これは監督の三木聡の実話で小学校の作文で「私の父は休みになると散歩に行かないと気が済まないタチ」と書いた。
- ウディネ・ファーイースト映画祭で上映された。三木聡特集、併映『イン・ザ・プール』『図鑑に載ってない虫』
- 台湾「高雄映画祭」で上映された。三木聡特集、併映『図鑑に載ってない虫』『ダメジン』
- アメリカワシントン、スミソニアン博物館で上映された。三木聡特集、併映『亀は意外と速く泳ぐ』『イン・ザ・プール』
- 韓国、カナダでの公開が決まっている。

### DVD
- 2008年4月23日に特典ディスクを付録した2枚組の『プレミアム・エディション』がジェネオンエンタテインメントから発売された。